# 5 000 (jeu)
Pour le nombre, voir 5 000 (nombre).
 (avril 2010).
Si vous disposez d'ouvrages ou d'articles de référence ou si vous connaissez des sites web de qualité traitant du thème abordé ici, merci de compléter l'article en donnant les références utiles à sa vérifiabilité et en les liant à la section « Notes et références ».

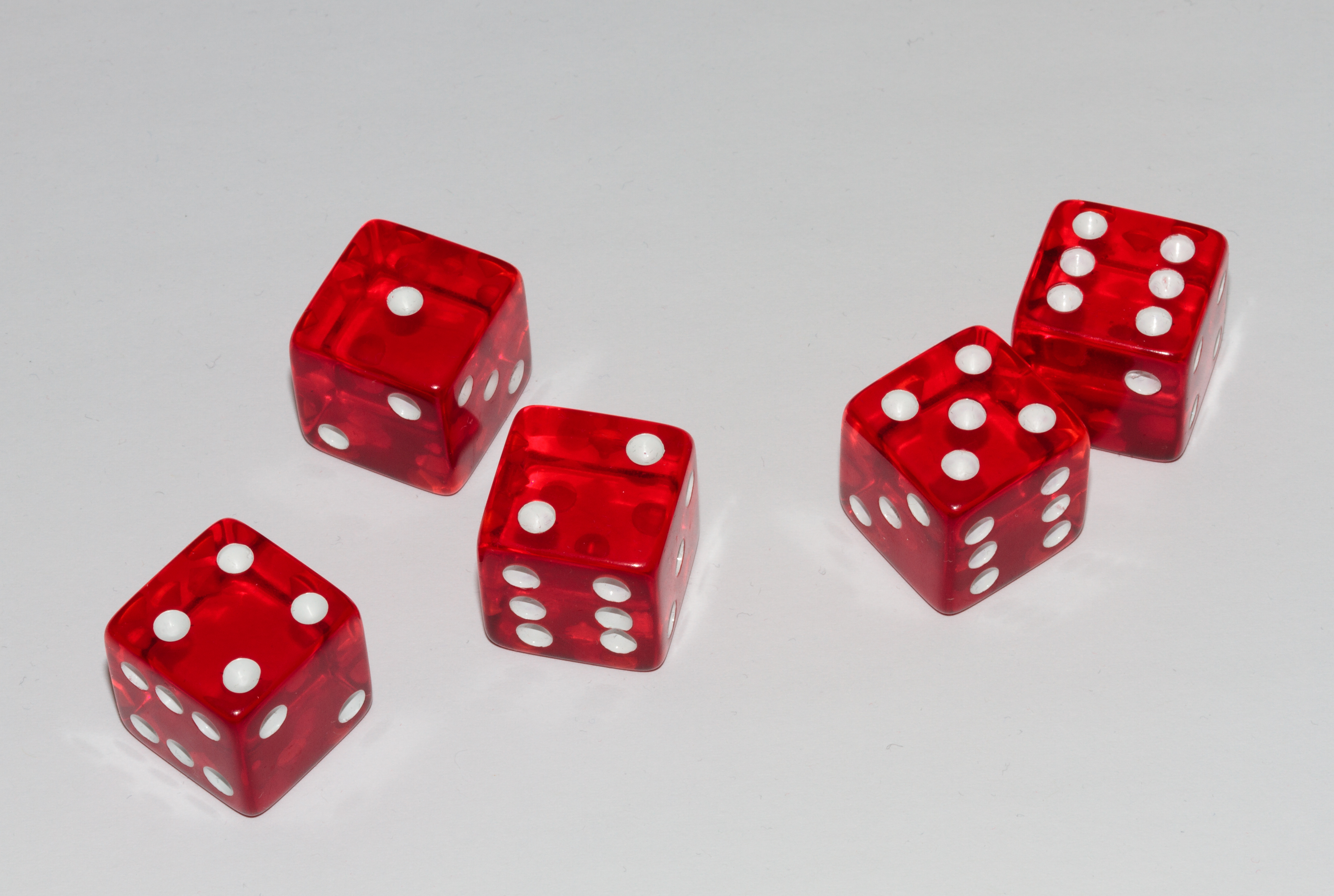
Cinq dés sont nécessaires pour jouer.

Le 5000 est un jeu de société qui se joue à deux minimum. Il se joue avec 5 dés à 6 faces, une variante existe avec six dés. 
Le 5000 doit laisser part à la prise de risque : le joueur ou la joueuse doit toujours avoir le choix de prendre le risque ou non de continuer de relancer. En osant remettre en jeu ses points, le joueur peut aussi bien tout perdre que tout gagner.
De nombreuses variantes existent, avec des variations et ajouts de règles plus ou moins complexes.
Le jeu est existe désormais en version numérique sur téléphone portable, via Google Play et App Store.

## Règles
Le but du jeu est d'être le premier joueur à atteindre 5 000 points au minimum. On peut aussi fixer la règle à faire exactement 5 000 points. Encore, une variante impose de faire les 1000 derniers points en un seul tour. Ainsi, aucun des points au-dessus de 4000 ne seront comptés, sauf si leur somme permet au joueur d'égaliser ou de dépasser les 5000 points, et d'ainsi remporter la partie. Il existe également une variante qui fixe l'objectif à 10 000 points, changeant par la même le nom du jeu, mais non le reste de ses règles.
- Pour avoir le droit de commencer à compter ses points, il faut « ouvrir », c’est-à-dire faire au moins 750 points que l'on comptera.
- On commence par lancer les dés. Seuls les 5 et les 1 peuvent marquer seuls. Les autres chiffres ne peuvent marquer qu’en cas de figures.
- Sont considérés comme des figures : Le brelan (3 dés identiques) et les suites.
- La petite (1,2,3,4,5) ou la grande suite (2,3,4,5,6), le full (x,x,y,y,y) ainsi que les brelans doivent obligatoirement être obtenues en un seul jet.
- Après le jet de dés, on peut soit marquer les points, soit rejouer les dés qui n’ont pas marqué (si on n’a pas encore ouvert, il faut rejouer jusqu’à atteindre le minimum requis).
- Une fois que l’on a ouvert, on peut marquer sans score minimum.
- Si on ne fait aucun point lors d’un lancer, on ne marque aucun point. On conserve tous les points des tours précédents.
- Un lancer avec 5 dés ne rapportant aucun point est appelé un « ballot ».
- Il faut obtenir les combinaisons en un seul lancer. Si on obtient un premier « 1 », puis deux autres « 1 » après le deuxième lancer, cela fait 100 + 200 = 300 points et non pas 1 000 points.
- Si dans un jet tous les dés marquent, on peut tous les relancer et continuer de cumuler les points (au risque de tout perdre si aucun point ne tombe).
- Si un joueur fait cinq « 1 » lors d’un seul lancer, il remporte la partie, et ce à n’importe quel moment de la partie.
- Après chaque lancer on doit garder au moins un dé qui marque des points pour pouvoir relancer de nouveau le ou les dés restants.

## Variantes
- Deux joueurs ne peuvent avoir le même score : celui qui égalise le score d’un joueur fait retomber le score de l’ancien joueur à son score précédent.

- Si trois tentatives de suite se terminent sans gain de point le joueur retombe à zéro, ou à son score précédent.
- On ne peut valider son gain de point que si celui-ci est un multiple de 100 (obligé de relancer si le gain finit en xx50)

- À chaque lancé des 5 dés, si aucun point n’est inscrit le joueur barre son dernier score.

- Un joueur ayant inscrit des points avec trois dés peut s’il le souhaite relancer les deux derniers dés et prédire le score de ces deux derniers. S'il dit vrai il multiplie par deux l’ensemble de sa main
- Une variante inclut de scorer en arrière, uniquement au premier lancé et dans le but de faire tomber un autre joueur à zéro. (Exemple : Joueur 1 a 1200 points, Joueur 2 a 1100 points. Le joueur 1 à son premier lancé réalise 100, il peut décidé de faire marche arrière pour faire tomber le joueur 2 à zéro).  Cela change complètement les stratégies.
- Variante dite « du capitaine Kradock » : si le joueur suivant relance avec les dés restants et marque, il vole le score marqué par le joueur au tour précédent.
- Le Yams[4],[5]
- Le 10000 [6]
- Le Farkle
- Il existe aussi une variante avec la notion de « confirmation » à la suite de chaque brelan, suite, ou marque avec le 5 ou le 1.

## Exemples
Exemple no 1
On lance 2 2 3 6 5 :
- Seul le « 5 » marque, il vaut 50 points, on relance 2 2 3 6.
- On obtient 3 3 3 1, le brelan de « 3 » marque 300 points et le « 1 », 100 points pour un total de 450 points. Comme la main est pleine, on peut tout relancer ou arrêter.
- On décide de relancer et on obtient 5 5 5 2 6, les « 5 » valent 500 points, le « 2 » et « 6 » ne marquent rien mais on peut relancer les dés « 2 » et « 6 » grâce au brelan de « 5 ».
- On décide d'arrêter avec un total de : 450 + 500 = 950 points.

Exemple no 2
On lance 1 4 4 5 6 :
- Le « 1 » et « 5 » marquent des points. On garde seulement le « 1 », soit 100 points. On relance 4 4 5 6 (on peut aussi garder le « 5 » avec le « 1 »).
- On obtient 6 1 1 1, le brelan de « 1 » marque 1 000 points. On prend le risque de relancer le dé « 6 » grâce au brelan de « 1 ».
- On obtient « 3 » qui compte rien, on perd tout : les 100 points du premier lancer et les 1 000 points du deuxième lancer sont perdus.

Exemple en vidéo: 
- Pour en savoir plus https://www.youtube.com/watch?v=5KuBpZ0ic1w

## Points
- Le « 1 »                   =  100 points
- Le « 5 »                   =    50 points
- Brelan de « 1 »        = 1000 points
- Brelan de « 2 »        =   200 points
- Brelan de « 3 »        =   300 points
- Brelan de « 4 »        =   400 points
- Brelan de « 5 »        =   500 points
- Brelan de « 6 »        =   600 points
- Suite 1, 2, 3, 4, 5     = 500 points
- Suite 2, 3, 4, 5, 6     = 500 points
- Full A,A,B,B,B         = A x B x 100 points
- 5 « 1 »                    =  5000 points (À tout moment gagne la partie)
- 5 « 5 »                    =  5000 points